# اعتراضات ۱۴۰۳ ایران
اعتراضات ۱۴۰۳ ایران در ادامه اعتراضات سال‌های گذشته ناشی از عدم تعادل میان حکومت و جامعه، شامل تجمع‌ها، اعتراض‌ها و اعتصاب‌ها در اشکال مختلف در ایران است که در سال ۱۴۰۳ ادامه یافته است. منشأ این اعتراضات وجود مشکلات و معضلات، سیاسی، اقتصادی، اجتماعی، قومی، مذهبی، فرهنگی وعدم پاسخگویی و رسیدگی به خواسته‌های اقشار مختلف مردم مانند کارگران، کشاورزان، بازنشستگان، دانشجویان، دانش‌آموزان، استادان، معلمان، کادر درمان، زندانیان، هنرمندان، نویسندگان، حقوقدانان، روزنامه‌نگاران، زنان، بازاریان و کسبه… از جانب حکومت است که در خیابان یا محل کار آنها به صورت تجمع‌های مسالمت‌آمیز و اعتراض و اعتصاب علیه حکومت انجام می‌شوند.

## اعتراضات و اعتصابات با توجه به شهرها

##### دهدشت
اعتراضات بهمن ۱۴۰۳ در دهدشت در واکنش به بحران انرژی و بحران اقتصادی که ناشی از سیاست‌های حکومت جمهوری اسلامی بود، شکل گرفت. قطع مکرر برق در مناطق مختلف و افزایش فشارهای معیشتی موجب شد که شهروندان دهدشت به خیابان‌ها بیایند. این اعتراضات با شعارهای ضدحکومتی، روشن کردن آتش در سطح شهر و گزارش‌هایی از تیراندازی همراه بود. نیروهای امنیتی با حضور گسترده در میدان مرکزی شهر از تجمع بیش از دو نفر جلوگیری کرده و تعدادی از معترضان را بازداشت کردند، بدون ارائه اطلاعاتی دربارهٔ سرنوشت آن‌ها. همچنین، جوانان دهدشت بر ادامه اعتراضات تأکید کرده و از مناطق همجوار خواستند که به آن‌ها بپیوندند.

#### تبریز
به گزارش اتحادیه آزاد کارگران ایران، ۱۶ اردیبهشت ۱۴۰۳، جمعی از میوه فروشان وانتی در اعتراض به استفاده پلیس از گاز اشک اور و شوکر برای ممانعت از کارشان تحت عنوان سد معبر کردن، در برابر شهرداری تبریز تجمع اعتراضی برپا کرده و خواستار رسیدگی به درخواست‌های خود شدند.

#### زابل
- یکشنبه ۱۲ فروردین گروهی از رانندگان کمپرسی در زابل، در اعتراض به عدم رسیدگی به مطالباتشان در خصوص کاهش سهمیه سوخت آنها تجمع اعتراضی برپا کردند.[۶]
- جمعی از رانندگان ناوگان حمل و نقل در زابل در اعتراض به عدم رسیدگی به درخواست‌هایشان در برابر شرکت نفت این شهر تجمع اعتراضی برپا کردند.[۷]

#### تهران
- هم‌زمان با آیین ایرانی سیزده‌بدر، جمعی از مردم تهران در پارک قیطریه اجتماع نموده و نسبت به طرح ساختن مسجد در این محل تفریحی تجمع اعتراضی برپا کردند.[۸] همچنین در روزهای گذشته کارزار اینترنتی برای ممانعت از تخریب این پارک خطاب به مقامات جمهوری اسلامی شروع شد که با استقبال زیادی مواجه گردید. در تومار اعتراضی این کمپین آمده است که تهران شهری است پرجمعیت با تراکم بالا و دچار کمبود فضای سبز و بوستان.»[۸]
- به گزارش اتحادیه آزاد کارگران ایران، در بیست و پنجم فروردین ۱۴۰۳، گروهی از متقاضیان پروژه مسکن پهنه طبیعت چیتگر در سالن و جلو مجتمع تجاری الماس در تهران تجمع اعتراضی برپا کردند.[۹]
- بنابر گزارش برخی رسانه‌ها جمعی از ساکنان تهران در ۱۳ اردیبهشت در اعتراض به قطع درختان پارک لاله و ساخت و ساز در آن از جانب شهرداری تجمع اعتراض برپا کردند.[۱۰] کانال خبری «دیده‌بان زیست‌بوم ایران» اعلام کرد که به تازگی بخش بزرگی از پارک لاله با درختان کهنسالش حصارکشی شده و قرار است در آنجا ساختمان ساخته شود.[۱۰][۱۱] مشابه همین وضعیت همچنین چندی پیش گروهی از شهروندان در اعتراض به ساختن مسجد در پارک قیطریه تجمع اعتراضی برپا کردند[۱۲][۱۳]
- گروهی از کامیون‌داران در ۲۲ اردیبهشت با برگزاری تجمع اعتراضی در برابر غرفه خبرگزاری فارس در نمایشگاه بین‌المللی کتاب در تهران، خواهان رسیدگی به درخواست‌های خود شدند.[۱۴]
- متقاضیان پژو پارس نسبت به «گرانی ۶۰ درصدی» این خودرو اعتراض داشتند و با دادن شعار تجمع اعتراضی برپا کردند.[۱۵]
- بنابر گزارش‌های منتشر شده در شبکه‌های اجتماعی، حواله‌داران «مدیران خودرو» در تهران به دلیل افزایش ۲۰ درصدی قیمت محصولات این شرکت تجمع اعتراضی برپا کردند.[۱۶]
- گروهی از حواله‌داران شرکت «مدیران خودرو» در برابر محل برگزاری سومین نمایشگاه تحول صنعت خودرو تجمع اعتراضی برپا کردند. آنها برای چندمین بار است که در اعتراض به افزایش قیمت خودروها اعتراض می‌کنند.[۱۷]
- گروهی از شهروندان در ۲ مرداد در اعتراض به «پارک‌خواری» مقامات شهری حکومتی در تهران تجمع اعتراضی برپا کردند.[۱۸]
- جمعی از ثبت‌نام‌کنندگان و حواله‌داران شرکت «مدیران‌خودرو» به علت عدم تحویل خودروهای ثبت‌نام شده این شرکت دوشنبه ۸ مرداد در برابر دفتر مرکزی این شرکت در تهران تجمع اعتراضی برپا کردند.[۱۹]
- گروهی از افراد دارای معلولیت در اعتراض به عدم رسیدگی به درخواست‌های معیشتی خود در برابر دفتر ریاست جمهوری در تهران تجمع اعتراضی برپا کردند. درخواست آنها این است که بودجه اجرای کامل ماده ۲۷ قانون افراد دارای معلولیت در لایحه بودجه ۱۴۰۴ ملحوظ گردد.[۲۰]
- به دنبال راه‌اندازی «کلینیک ترک بی‌حجابی» توسط ستاد امر به معروف و نهی از منکر جمهوری اسلامی ایران و اعتراضات گسترده به این موضوع، معاون این ستاد حکومتی گفت که بهتر است به جای «کلینیک» برای این منظور از عنوان «محفل» استفاده شود.[۲۱]
- در شهرک صنعتی «اورین» در حوالی نسیم‌شهر در جنوب تهران صاحبان صنایع نسبت به قطعی مداوم برق و زیان هنگفت به کسب و کار آنها، تجمع اعتراضی برپا کرده و در خیابان آتش افروختند.[۲۲]

#### قم
گروهی از خانواده‌های افراد مبتلا به اوتیسم، در ۲۲ اردیبهشت در اعتراض به عدم رسیدگی به درخواست‌هایشان در برابر ساختمان استانداری قم، تجمع اعتراضی برپا کردند.

#### دماوند
بنابر گزارش پایگاه خبری تارود دماوند، در ۲۳ اردیبهشت ۱۴۰۳، جمعی از شهروندان روستای آرو در دماوند در اعتراض به اجرای طرح انتقال آب شرب این روستا به شهرک جوانان بنیاد مسکن، تجمع اعتراضی برپا کردند. در ادامه با دخالت نیروهای انتظامی کار به درگیری میان آنها انجامید و حداقل پانزده شهروند بازداشت و یک شهروند در اثر تیراندازی مأموران زخمی شد. مطالبات اهالی روستا از مسئولان این بود که این طرح اجرا نشود چون این آب شرب پاسخگوی جمعیت فعلی روستا نیست.

#### رفسنجان
جمعی از اهالی روستای عباس‌آباد حاجی شهرستان رفسنجان در اعتراض به وضعیت اسفبار مسیرهای ارتباطی این روستا و پاسخ نگرفتن از مسئولان مربوط دست به تجمع اعتراضی زدند.

#### اهواز
گروهی از کارکنان شرکت‌های مسافربری، در اعتراض به عدم رسیدگی به درخواست‌هایشان، در برابر شهرداری اهواز، تجمع اعتراضی برپا کردند.

#### کرج
جمعی از افراد معلول در ۲۹ فروردین در اعتراض به عدم اجرای تبصره ۱ ماده ۵ قانون حمایت از حقوق معلولان در برابر ساختمان شورای شهر کرج تجمع اعتراض برپا کردند.

#### بسطام
گروهی از شهروندان در ۲۳ اردیبهشت در اعتراض به بسته شدن محور بسطام به مجن واقع در شهرستان شاهرود، در مقابل بخشداری بسطام تجمع اعتراضی برپا کردند.

#### دلگان
گروهی از شهروندان در شهرستان دلگان در اعتراض به قیچی کردن شلوار دانش آموزان دختر به بهانه نوع پوشش و تنگی شلوار توسط مدیران دبیرستان شبانه‌روزی «خدیجه کبری» در برابر ساختمان آموزش و پرورش دلگان، تجمع اعتراضی برپا کردند.

#### خاش
- گروهی از شهروندان منطقه کوه تفتان واقع در سیستان و بلوچستان در اعتراض به فعالیت یک معدن طلا در این محل تجمع اعتراضی برپا کردند. آنها نسبت به حفاظت از محیط زیست در برابر استخراج از بزرگ‌ترین معادن طلا در سیستان و بلوچستان اعتراض داشتند.[۵]
- جمعی از ساکنان اسلام‌آباد خاش در استان سیستان و بلوچستان ۱۰ خرداد در اعتراض به قطعی ۸ روزه آب آشامیدنی در برابر اداره آب و فاضلاب این شهرستان تجمع اعتراضی برپا کردند.

#### پیشین
گروهی از شهروندان شهر پیشین در اعتراض به نبودن سیلندر گاز، در برابر بخشداری این شهر تجمع اعتراضی برپا کردند.

#### سرباز
روز شنبه بیست و دوم اردیبهشت ۱۴۰۳، گروهی از شهروندان شهرستان سرباز، در اعتراض به عدم رسیدگی به درخواست‌هایشان در ۲۲ اردیبهشت در برابر فرمانداری این شهرستان تجمع اعتراضی برپا کردند.

#### سنندج
- تعدادی از دستفروشان میدان میوه و تره بار در ۲۳ اردیبهشت در اعتراض به ممنوع شدن کارشان توسط شهرداری که منجر به بیکاری آنها شده است، تجمع اعتراضی برپا کردند.[۳۰]
- جمعی از متقاضیان مسکن در اعتراض به «عدم پاسخگویی به مشکلات» و «بی‌کفایتی مسئولان» در ۱۱ تیر محل ورودی اداره کل مسکن و شهرسازی در سنندج را بسته‌اند.[۳۱]

#### بردسکن (خراسان رضوی)
از ابتدای سال تاکنون، در پی تصادفات متعدد در محور بردسکن به خلیل‌آباد، پنج نفر کشته شده‌اند. متعاقباً در ۲۲ اردیبهشت شهروندان در اعتراض به بلاتکلیف ماندن موضوع دو بانده شدن محور خلیل‌آباد به بردسکن تجمع اعتراضی برپا کردند.

#### هشترود
عده‌ای از ساکنان روستاهای بایات، لمشان، خراسانلو و خوجااویغور از توابع شهرستان هشترود در اعتراض به استمرار فعالیت کارگاه‌های ماسه‌شویی در این منطقه تجمع‌های اعتراضی برپا کردند. اعتراض آنها با دخالت نیروهای امنیتی و انتظامی به خشونت انجامید و حداقل پنج نفر از معترضان این روستاها بازداشت شدند.

#### آبادان
گروهی از صیادان هفتم خردادماه در اعتراض به عدم صدور مجوز صید از سوی شیلات خوزستان در برابر ساختمان معاونت صید و بندرهای ماهیگیری استان در آبادان تجمع تجمع اعتراضی برپا کردند.

#### اراک
گروهی از متقاضیان طرح ملی مسکن شهرک کوثر اراک، هفتم خرداد برای رسیدگی به درخواست‌هایشان در برابر استانداری مرکزی تجمع اعتراضی برپا کردند.

#### چابهار
گروهی از ساکنان چابهار در اعتراض به قطعی برق چند منطقه، در برابر اداره برق این شهرستان تجمع اعتراضی برپا کردند.

#### ایرانشهر
به دنبال قطع مکرر برق مناطق، جمعی از شهروندان چند منطقه در ایرانشهر در برابر اداره برق این شهر تجمع اعتراضی برپا کردند.

#### میرجاوه
گروهی از ساکنان میرجاوه در اعتراض به واگذاری زمین‌های اجدادی‌شان توسط رئیس اتاق بازرگانی دست به تجمع اعتراضی زدند.

#### نطنز
جمعی از شهروندان معترض منطقه طرق‌رود، نطنز و مناطقی که تحت تأثیر معادن استان اصفهان به آنها آسیب وارد شده است، در برابر وزارت صنعت، معدن، تجارت در تهران تجمع اعتراضی برپا کردند.

#### تفتان
بنابر گزارش شبکه اجتماعی، گروهی از اهالی روستای کوته در شهرستان تفتان در اعتراض به استخراج طلا در این منطقه و خسارات زیست‌محیطی ناشی از آن، مانند قطع درختان، تجمع اعتراضی برپا کردند.

#### خارج ایران
هزاران نفر از ایرانیان در شهرهای مختلف اروپا از جمله استکهلم و مالمو در سوئد، کپنهاگ دانمارک، پراگ، لندن، پاریس دوسلدورف، هامبورگ، فرانکفورت، کلن، اشتوتگارت، مونیخ و هانوفر آلمان و بسیاری شهرهای دیگر تجمع کرده و خواستار لغو احکام اعدام صادر شده از سوی جمهوری اسلامی علیه معترضانی همچون توماج صالحی، مجاهد کورکور، رضا رسایی و عباس دریس شدند.

## اعتراضات و اعتصابات ۱۴۰۴ در شهرها و مناطق

#### بهارستان (اصفهان)
به گزارش اتحادیه آزاد کارگران ایران، در بهارستان (اصفهان) جمعی از متقاضیان مسکن ملی در اعتراض به تاخیر در تحویل واحدهای مسکونی، در محل اجرای این پروژه، تجمع اعتراضی برپا کرده و خواهان رسیدگی به این درخواست خود شدند.

#### زابل
گروهی از شهروندان در ۱۷ اردیبهشت در زابل در اعتراض به قطعی مکرر برق و بی‌برنامگی مسئولان در این رابطه، که مشکلات زیادی برای مردم ایجاد کرده بود، در برابر ساختمان اداره برق این شهرستان تجمع اعتراضی برپا کرده و خواستار رسیدگی به این وضعیت شدند.

## اعتراضات و اعتصابات با توجه به موضوعات و تاریخ‌ها

### دانشجویان و دانش‌آموزان

#### ۱۰ شهریور
انجمن‌های علمی جامعه‌شناسی دانشگاه‌های علامه طباطبایی، تهران، یزد و گیلان طی صدور بیانیه‌ای نسبت به اقدام شهرداری تهران برای پلمپ مرکز آموزش انجمن جامعه‌شناسی ایران اعتراض کرده و آن را ناعادلانه و غیرقانونی خواندند. آنها تأکید کردند که این کار هم به فعالیت‌های علمی و پژوهشی انجمن زیان وارد کرده و همچنین به جامعه علمی ایران «ضربه‌ای جبران‌ناپذیر» می‌زند.

#### ۲ مهر
در آغاز سال تحصیلی جدید ۱۲ استاد اخراج‌شده از دانشگاه‌های ایران طی ارسال نامه‌ای به پزشکیان تصریح کردند که علیرغم اینکه او وعده داده بود اما تا کنون هیچ اقدامی برای بازگرداندن استادان اخراجی به دانشگاه صورت نگرفته است.

#### ۲۴ مهر
گروهی از پذیرفته‌شدگان سال تحصیلی ۱۴۰۴–۱۴۰۳ در رشته‌های داروسازی، دندانپزشکی و پزشکی دانشگاه آزاد اسلامی در تهران در برابر سازمان مرکزی این دانشگاه تجمع اعتراضی برپا کردند. معترضان نسبت به افزایش سه برابری شهریه آنهم بدون اطلاع‌رسانی قبلی به داوطلبان کنکور اعتراض داشتند و خواهان لغو افزایش شهریه شدند.

#### ۱ بهمن
خبرنامه امیرکبیر اعلام کرد که اسعد غفوری، عضو هیئت علمی گروه مهندسی مکانیک دانشگاه آزاد اسلامی واحد سنندج، یکی از فعالان کمپین جلوگیری از اعدام پخشان عزیزی توسط نیروهای امنیتی در سنندج بازداشت و به یکی از بازداشتگاه‌های امنیتی منتقل شده است.

#### ۲۰ اسفند
جمعی از کارمندان دانشگاه تهران در اعتراض به پایین بودن حقوق و امکانات رفاهی ناچیز خود در خیابان ۱۶ آذر تجمع اعتراضی برپا کردند.

### وکلا و حقوق‌دانان

#### ۸ اردیبهشت
۶۱ تن از وکلا طی صدور یک بیانیه اعتراضی برخوردهای خشونت‌آمیز مأموران حکومتی گشت ارشاد با زنان مخالف حجاب اجباری را محکوم کردند و استمرار سیاست‌های حکومت در این خصوص را خلاف قانون و آزادی‌های عمومی دانستند.

### نویسندگان و هنرمندان

#### ۱۰ اردیبهشت
حدود ۳۰۰ تن از هنرمندان عرصه موسیقی طی صدور بیانه اعتراضی توماج صالحی را «نواگر نوای خفته در گلو و خواسته‌های به‌حق نسلی از ایرانیان» توصیف کرده‌اند. آنها در این بیانیه اعتراضی خواستار لغو فوری حکم ظالمانه اعدام و آزادی بی قید و شرط توماج و دیگر هنرمندان زندانی شدند.

### معلمان و فرهنگیان

#### ۸ مرداد
در استان چهارمحال و بختیاری ، فرهنگیان «عضو پروژه ۵۲۴ واحدی مسکن ملی منظریه محله ۴۰» در اعتراض به وعده‌های بی‌نتیجه مقامات مسئول حکومتی تجمع اعتراضی برپا کردند. بنابر گزارش شبکه اجتماعی «اعتراض مدنی بازار»، این معترضان که در سال ۱۳۹۸ در این پروژه ثبت‌نام کرده‌اند، می‌گویند: «پس از این همه وعده و وعید به فرهنگیان بدون خانه، تا کنون این پروژه ۲۰٪ درصد پیشرفت داشته است.

#### ۱۵ مرداد
معلمان خرید خدمت در اعتراض به تعدیل نیرو، نداشتن امنیت شغلی و وضعیت ناپایدار استخدامی در برابر ساختمان «ریاست جمهوری» در تهران تجمع اعتراضی برپا کردند.

#### ۱۱ شهریور
مریم مهرابی، معلم زندانی، که پیگیر پرونده برادر زندانی‌اش محمود مهرابی بود، در اعتراض به حکمی که برای خودش صادر شده، چهار هفته است که همچنان در اعتصاب غذا به سر می‌برد.

#### ۴ مهر
در تهران، کارکنان نهضت سوادآموزی از استان‌های مختلف مانند چهار محال و بختیاری برای دومین روز پی‌درپی در برابر ساختمان مجلس شورای اسلامی در تهران تجمع اعتراضی برپا کرده و شعارهای اعتراضی سر دادند.

#### ۱۶ مهر
گروهی از معلمان معترض در نسیم‌شهر جنوب تهران در برابر اداره آموزش و پرورش در اعتراض به نداشتن سرویس رفت و برگشت به روستاها در منطقه اکبرآباد و روستاهای حومه آن تجمع اعتراضی برپا کردند.

#### ۲۵ دی
شورای هماهنگی تشکل‌های صنفی فرهنگیان ایران با صدور بیانیه‌ای نسبت به حکم دادگاه انقلاب کرج برای مسعود فرهیخته، فعال صنفی معلمان، اعتراض کرده و تأکید کرده است که صدور اینگونه احکام علیه معلمان نشانه‌ای آشکار از استیصال حاکمیت است. در این بیانیه آمده است که در رای صادر شده از سوی دادگاه، مسعود فرهیخته به دادن شعارهایی مانند «ستاربهشتی»، «توماج صالحی» آزاد باید گردد و «فقط کف خیابون به دست میاد حقمون» متهم شده است.

#### ۲۶ دی
بیش از ۶۰۰ تن از هنرمندان، نویسندگان، معلمان، و کنش‌گران سیاسی و مدنی با امضای یک بیانیه نسبت به حکم دادگاه علیه احمد درخشان، معلم و نویسنده، طی صدور یک بیانیه اعتراض کردند و آن را نشان‌دهنده پافشاری حکومت بر ادامه سیاست سرکوب نخبگان فرهنگی دانستند. آنها در این بیانیه این رویکرد خطرناک را سرخوردگی اندیشمندان دلسوز در ایران و تشدید بحران‌هایی ارزیابی کردند که زندگی سیاسی و اجتماعی آنها را مختل کرده است.

#### ۱ بهمن
در شهرستان راسک جمعی از معلمان خرید خدمات و حق‌التدریس در اعتراض به عدم رسیدگی به درخواست‌هایشان برای دومین روز پی در پی دست از کار کشیده و اعتصاب کردند. معلمان به عدم پرداخت حقوق معوقه چهارماهه، نداشتن بیمه، ۱۱ سال بلاتکلیفی، نداشتن امنیت و بلاتکلیفی شغلی و وعده‌های مکرر عمل‌نشده، اعتراض داشتند.

#### ۷ بهمن
گروهی از معلمان معترض و محروم‌شده استان کردستان در یک نامه سرگشاده تحت عنوان «ما چیزی برای از دست دادن نداریم جز زنجیرهای ستم» نسبت به عدم تحقق «خواسته‌های مشروع» خود، هشدار دادند که درصورت عدم رسیدگی به خواسته‌های آنان کنش‌های اعتراضی خود را شروع خواهند کرد. از جمله اقدامات سرکوبگرانه که در این نامه سرگشاده به آنها پرداخته شده است عبارتند از: محرومیت ۴۷ معلم از حق رتبه‌بندی، کسر حقوق بیش از ۷۰۰ نفر از معلمانی که نسبت به ورود نظامیان به مدارس معترض بودند، غیرقانونی اعلام کردن انجمن صنفی معلمان کردستان، پرونده‌سازی، اخراج، انفصال، تبعید و بازنشستگی اجباری صدها معلم.

### بازنشستگان
اعتراضات ۱۴۰۳ بازنشستگان ایران شامل اعتراضات بازنشستگان از گروه‌های مختلف جامعه، مانند: بازنشستگان مخابرات، تأمین اجتماعی، صنایع فولاد، معلمان و… است که در اعتراض به گرانی، تورم و کوچک شدن سبد معیشی و رفتن به زیر خط فقر و ستم موجود، در شهرها و استان‌های مختلف ایران مانند: اهواز، هفت‌تپه، شوش، دزفول، اراک، همدان، تهران، اصفهان، کرمانشاه و… با برپایی تجمع‌های اعتراضی یا تظاهرات خیابانی، خواستار رسیدگی به مطالبات خود شدند.

### کشاورزان
اعتراضات ۱۴۰۳ کشاورزان ایران شامل اعتراضات کشاورزان در مناطق مختلف کشور مانند خوزستان، کرمانشاه، اصفهان، ورزنه، میناب، سیستان، … که به دلایل و معضلاتی مانند: کمبود آب، مطالبات مربوط به حقابه، تاخیرات دولت در پرداخت بدهی خود به کشاورزان گندم‌کار، قطع مکرر برق و عدم توجه مسئولان به خسارات و صدمات به محصولات، کم شدن سهمیه سوخت ماشین‌آلات کشاورزی یا به دلیل عدم رسیدگی به درخواست‌های کشاورزان صورت گرفته است، که با برپایی تجمع‌های اعتراضی یا تظاهرات خیابانی خواستار رسیدگی به مطالبات خود شده‌اند.

### اعتصابات کارگران و کارکنان
اعتصابات و اعتراضات کارگران و کارکنان ۱۴۰۳ ایران، شامل اعتراضات کارگران و کارمندان دائمی، موقت، پیمانی، پروژه‌ای مربوط به بخش خصوصی یا دولتی شاغل در شرکت‌ها، موسسات، ادارات، کارخانه‌ها، کارگاه‌ها یا کارگران آزاد ساختمانی و تأسیساتی یا کارگران بیکار در ایران است، که در اعتراض به گرانی، تورم بالا، حقوق و دستمزدهای پایین، وضعیت معیشتی و زندگی در زیر خط فقر و … صورت گرفته است.

### پزشکان و پرستاران
اعتصاب و اعتراضات ۱۴۰۳ پرستاران ایران شامل اعتراضات پرستاران در شهرها و استان‌های مختلف کشور منجمله تا کنون در شهرها و استان‌های فارس، همدان، خوزستان، اصفهان، مازندران، البرز، یزد، بوشهر، مشهد و… در اعتراض به فشار کار، توهین و تهدید، پایین بودن پایه حقوق، اضافه‌کاری‌های ارزان و اجباری و … به صورت موج جدیدی از اعتصابات و تجمعات اعتراضی تشدید شده است.

#### ۲۸ مهر
شماری از دانش آموختگان علوم پزشکی کشور در اعتراض به «ممنوعیت فروش تعهدات علوم پزشکی» در برابر ساختمان وزارت بهداشت در تهران دست به تجمع اعتراضی زدند.

#### ۲۰ آبان
در قزوین، گروهی از پرسنل آزمایشگاه و رادیولوژی بیمارستان ولایت، در قم، کارکنان دانشگاه علوم پزشکی، در شوش، گروهی از ماماهای بیمارستان مافی در اعتراض به عدم رسیدگی به مطالبات‌شان در محل‌های کار خود تجمع‌های اعتراضی برپا کردند. آنها ضمن درخواست تعرفه‌گذاری برای تمام رسته‌های درمانی، نسبت به اضافه‌کاری و فوق‌العاده خاص پرسنل و عدم پرداخت معوقات کارانه، اعتراض کردند.

#### ۲۳ آبان
در یاسوج به دنبال قتل یکی از پزشکان توسط برادر یکی از بیماران فوت شده گروهی از پزشکان در بیمارستان سجاد، به علت مشکلات صنفی و عدم امنیت شغلی خود تجمع اعتراضی برپا کردند. پس از وقوع این حادثه تعداد زیادی از پزشکان ترسیده‌اند و مطب‌های خود را در روز سه‌شنبه باز نکرده‌اند.

#### ۴ دی
به گزارش اتحادیه آزاد کارگران ایران، امروز گروهی از کارکنان بیمارستان نفت اهواز در محل این بیمارستان تجمع اعتراضی برپا کردند. متعرضان نسبت به مالیات سنگین، عدم رسیدگی به چالش‌های مرتبط با شغل و وضعیت معیشتی و صنفی خود اعتراض داشتند.

### زندانیان

#### ۱۵ خرداد
اقدام جدید اعتراض زندانیان سیاسی علیه اعدام، با همکاری زندانیان سیاسی و عقیدتی در بند زنان زندان اوین برای اعتصاب غذای یک روزه شروع شد. این اقدام با اعلام اعتصاب هفتگی زندانیان سیاسی در قزل‌حصار ادامه پیدا کرد.

#### ۲۴ خرداد
به دنبال پیوستن هشت زندانی اهل تسنن به اعتصاب غذای هفتگی و اعتراض حقوق بشری «سه‌شنبه‌های سیاه در اعتراض به اعدام»، تماس‌های تلفنی و حق ملاقات آنها را قطع کرده‌اند.

#### ۵ تیر
زندانیان سیاسی در ۱۲ بند از هفت زندان در سراسر ایران به دلیل صدور و اجرای «احکام غیرانسانی اعدام» دست به اعتصاب غذا زدند. زندانیان سیاسی در کارزار «سه‌شنبه‌های نه به اعدام» در بیست و دومین اعتصاب غذای هفتگی خود در اعتراض به اعدام‌ها، نسبت به صحبت‌های علی خامنه‌ای دربارهٔ بی‌توجهی به مبانی حقوق بشر هشدار دادند.

#### ۱۴ تیر
کمپین دفاع از شریفه محمدی اعلام کرد که شریفه محمدی، فعال کارگری زندانی در زندان لاکان رشت، از طرف یک دادگاه حکومتی، به اعدام محکوم شده است.

#### ۲۱ تیر
در زندان اوین ۵۵ زندانی سیاسی در اعتراض به حکم ظالمانه اعدام علیه فعال کارگری زندانی شریفه محمدی از امروز دست به اعتصاب زدند. همزمان، فرانت لاین دیفندرز (مدافعان بدون مرز) نیز خواستار لغو فوری و بدون قید و شرط حکم اعدام این زندانی فعال کارگری شد.

#### ۲۳ تیر
هشت اتحادیه کارگری دانمارک و پنج سندیکای کارگری فرانسه در بیانیه‌هایی به صدور حکم اعدام برای شریفه محمدی فعال کارگری محبوس در زندان لاکان رشت اعتراض کردند و خواهان لغو حکم اعدام وی شدند.

#### ۲۶ تیر
به دنبال اعتراض زندانیان سیاسی با شعارهای ضد حکومتی مرگ بر دیکتاتور در ۲۴ تیر علیه فضای تهدید و ارعابی که گارد ویژه چند روز بود برای مزاحمت زندانیان در زندان قزل حصار کرده بود، کارزار سه‌شنبه‌های نه به اعدام زندانیان، طی صدور بیانیه‌ای نوشت که زندانیان معترض در ۱۱ زندان در شهرهای مختلف ایران برای مقابله با حکم اعدام و جلب توجه افکار عمومی داخلی و بین‌المللی به مجازات غیرانسانی اعدام دست به اعتصاب غذا زدند.

#### ۲ مرداد
بنابر گزارش شبکه‌های اجتماعی از کارزار «سه‌شنبه‌های نه به اعدام»، گروهی از زندانیان پنج زندان کامیاران، بانه، سلماس، ارومیه و مریوان، همچنین زندانیان زن در بند ۳ و ۴ زندان قزلحصار کرج، بندهای ۴، ۶ و ۸ زندان اوین، زندان مرکزی کرج، زندان خرم‌آباد، بند نسوان تبریز، زندان خوی، زندان نقده، زندان اردبیل، زندان قائم‌شهر، زندان مشهد، زندان سقز در این کارزار حضور دارند. در این کمپین اعتصاب غذا که ۱۶ زندان را در بر می‌گیرد، زندانیان با تأکید بر اینکه جمهوری اسلامی با کشتار و اعدام زندانی‌ها درپی ایجاد رعب و وحشت در جامعه است، خواستار توقف اعدام در ایران شدند.

#### ۳ مرداد
«کمیسیون‌های کارگری اسپانیا» و «اتحادیه ملی اتحادیه‌های کارگری خودگردان فرانسه» اعلام کردند که به کارزار بین‌المللی اعتراض به حکم اعدام شریفه محمدی، فعال کارگری محبوس در زندان لاکان رشت می‌پیوندند. اخیراً، اتحادیه‌ها و سندیکاهای کارگری در تعدادی از کشورهای جهان، مانند کانادا، استرالیا، ایتالیا، فرانسه، دانمارک، صدور حکم اعدام علیه شریفه محمدی را محکوم نموده، خواستار آزادی وی و دیگر فعالان زندانی شده‌اند.

#### ۴ مرداد
در واحد چهار زندان قزلحصار کرج، زندانیان سیاسی با صدور بیانیه‌ای ضمن محکوم‌کردن موج اعدام‌های جدید توسط ماشین اعدام جمهوری اسلامی، به اعتراضات زندانیان سیاسی زن در زندان اوین پیوستند و در بیانیه خود توجه نهادهای بین‌المللی حقوق‌بشر را به موج اعدام‌های جدید جلب کردند.

#### ۱۴ مرداد
به دنبال پیوستن شماری از زندانیان سیاسی زن محبوس در زندان لاکان رشت به جمع زندانیان اعتصاب‌کننده در کارزار «سه‌شنبه‌های نه به اعدام» در دهم مرداد ماه، جمعی از زندانیان سیاسی مرد محبوس در این زندان نیز با انتشار بیانیه‌ای به این کارزار پیوستند.

#### ۱۷ مرداد
- زندانیان زن زندانی در اوین در اعتراض به حکم اعدام رضا رسایی، شعارهای «مرگ بر حکومت اعدامی» و «مرگ بر دیکتاتور» سر دادند و همزمان در دفتر نگهبانی بند را شکسته و با مأموران سرکوبگر گارد حفاظت درگیر شدند. همه تماس‌های تلفنی این زنان با خارج زندان قطع شده به طوری که حتی اجازه تماس با خانواده‌هایشان را نیز ندارند.[۷۷]
- زنان زندانی در زندان وکیل آباد مشهد در دو نوبت دست به اعتراض زدند. زنان معترض در اعتراض به وضعیت عدم بهداشت، افتضاح بودن غذا و نداشتن حداقل امکانات در بندهای زندان، شیشه‌ها، مهتابی‌ها و دوربین‌ها را شکستند. در این اعتراضات، زندانیان از جانب مسئولان زندان مورد ضرب و شتم و سرکوب شدید و خشن قرار گرفتند.[۷۸]

#### ۳۱ مرداد
زندانیان شرکت کننده در کارزار «سه‌شنبه‌های نه به اعدام،» برای سی‌امین هفته پیاپی در زندان‌های مختلف کشور از جمله اوین (بندزنان، بند۴، بند ۶ و بند ۸)، قزلحصار (واحد۳ و واحد۴)، زندان مشهد، زندان قائم‌شهر، زندان لاکان رشت (بندزنان و بند مردان)، زندان مرکزی کرج، زندان خرم‌آباد، زندان ارومیه، زندان سلماس، زندان سقز، زندان بانه، زندان نظام شیراز، زندان تبریز، زندان اردبیل، زندان خوی، زندان نقده، زندان مریوان و زندان کامیاران، در اعتراض به صدور و اجرای احکام اعدام اعتصاب غذا کردند.

#### ۲۶ شهریور
به مناسبت دومین سالگرد کشته شدن مهسا امینی و آغاز اعتراضات و خیزش سراسری ۱۴۰۱، جمعی از زندانیان سیاسی در زندان قزل‌حصار با برپایی مراسم یادبود اعتراضی علیه حکومت و علی خامنه‌ای شعارهایی مانند: «مرگ بر دیکتاتور»، «خامنه‌ای ضحاک، می‌کشیمت زیر خاک» و «زندانی سیاسی آزاد باید گردد» سر دادند. همچنین در دومین سالروز کشته شدن مهسا امینی در بازداشت نیروی انتظامی، جمعی از زندانیان زن در زندان اوین دست به اعتصاب غذا زدند.

#### ۸ دی
زندانیان سیاسی به تخلیه اجباری واحد ۴ زندان قزلحصار کرج اعتراض کردند. این جابجایی‌های پی در پی صدمات جدی روحی و روانی به زندانیان وارد کرده و نوعی آزار و اذیت زندانیان محسوب می‌شود.

#### ۲۶ دی
در سنندج گروهی از فعالان مدنی، در اعتراض به تأیید حکم اعدام زندانی سیاسی پخشان عزیزی توسط دیوان عالی کشور، در برابر استانداری، تجمع اعتراضی برپا کردند. آنها در حالی که پلاکاردهای اعتراضی همراه داشتند، خواستار لغو این حکم شدند.

#### ۳۰ دی
۳۴۰۰ نفر از شاعران، روزنامه‌نگاران، هنرمندان، نویسندگان، فعالان سیاسی و مدنی، وکلا و شهروندان طی صدور بیانیه‌ای نسبت به صدور حکم اعدام برای پخشان عزیزی، مددکار اجتماعی، اعتراض کردند. در این بیانیه با تأکید ذکر شده است که «هیچ جامعه‌ای با ریختن خون انسان‌ها عادلانه‌تر نخواهد شد» و «در مسیر عدالت هیچ جایی برای کلمه اعدام وجود ندارد.»

#### ۱۲ بهمن
زندانی سیاسی زرتشت احمدی راغب در اعتراض به اعدام‌ها، گرانی و تبعیض و نا عدالتی تا ۲۵ بهمن دست به اعتصاب غذا زد.

#### انعکاسات زندانیان

##### ۶ شهریور
۶۸ سازمان و نهاد حقوق بشری ایرانی و بین‌المللی طی صدور بیانیه‌ای با کارزار «سه‌شنبه‌های نه به اعدام» در زندان‌های ایران، ابراز همبستگی نموده و خواستار حمایت جامعه بین‌المللی از این کارزار زندانیان معترض شدند.

##### ۱۳ شهریور
- کارشناسان حقوق بشر سازمان ملل متحد با ابراز نگرانی شدید درمورد افزایش شدید اعدام‌ها در ایران هشدار دادند و این مجازات‌ها را غیرقانونی خواندند. آنها نامه‌ای را منتشر نموده و از حکومت ایران خواستند تا اجرای احکام اعدام همه محکومان را متوقف کند.[۸۶][۸۷]
- میتو میلر سخنگوی وزارت امور خارجه ایالات متحده در واکنش به گزارش کارشناسان حقوق بشر سازمان ملل در مورد افزایش تکان دهنده آمار اعدام زندانیان در ایران در ماه گذشته میلادی ضمن انتقاد از دستگاه قضائی جمهوری اسلامی گفت این نهاد به هیج عنوان مستقل یا در برگیرنده محاکمه عادلانه نیست.[۸۸]

##### ۲۰ مهر
به مناسبت روز جهانی اعدام، تعدادی از کارشناسان سازمان ملل متحد طی صدور بیانیه‌ای با اشاره به اجرای بیش از ۴۰۰ مورد اعدام طی سال جاری میلادی در ایران و ابراز نگرانی از اضافه شدن آمار اعدام‌ها خواستار توقف فوری اعدام در ایران شدند.

##### ۳۰ دی
مای ساتو، گزارشگر ویژه سازمان ملل در امور ایران، از پرونده پخشان عزیزی در دستگاه قضایی حکومت ایران به عنوان: «بازتاب دهنده آزار و اذیت گسترده‌تر فعالان زن اقلیت‌ها» نام برده است.

### معلولان

#### ۲۵ مهر
جمعی از افراد دارای معلولیت در اعتراض به عدم رسیدگی به مطالبات خود، در شهرهای تهران، مشهد، چابهار، ارومیه، اردبیل، اهواز، کرمانشاه، کرمان، کرج و قم، تجمع اعتراضی برپا کردند. این اعتراضات به دلیل عدم اجرای ماده ۲۷ قانون معلولان صورت گرفته است.

#### ۱۱ آذر
در تهران جمعی از افراد دچار معلولیت در برابر مجلس شورای اسلامی تجمع اعتراضی برپا کرده و خواستار اجرای ماده ۲۷ قانون حمایت از معلولان بودند. ماده ۲۷ قانون حمایت از حقوق معلولان، دولت را مکلف می‌کند تا کمک هزینه معیشتی افراد معلول شدید یا بسیار شدید فاقد شغل و درآمد را به مقدار حداقل دستمزد سالانه تعیین و اعتبارات لازم را در قوانین بودجه سالیانه کشور منظور نماید.

#### ۱۳ آذر
گروه‌هایی از افراد دچار معلولیت در چند شهر ایران، از جمله خانواده‌های دانش‌آموزان دچار معلولیت در مشهد، همزمان با ‫روز جهانی معلولان در اعتراض به اجرا نشدن «ماده ۲۷» قانون معلولان و مشکلات معیشتی آنها، تجمع اعتراضی برپا کردند.

### مالباختگان

#### ۸ فروردین
گروهی از مالباختگان مجتمع تجاری تفریحی گلباران دزفول، در اعتراض به رسیدگی نشدن به درخواست‌هایشان در برابر این مجتمع تجمع اعتراضی برپا کردند. معترضان خواهان بازگشت سریع سرمایه‌های خود بودند.

#### ۱۸ فروردین
- به گزارش اتحادیه آزاد کارگران ایران، گروهی از مالباختگان شرکت رضایت خودروی طراوت نوین در اعتراض به اینکه تا کنون موفق به دریافت خودرو یا پس گرفتن مبالغ پرداختی خود نشده‌اند، در برابر دادسرا در تاکستان تجمع اعتراضی برپا کردند.[۹۶]
- به گزارش اتحادیه آزاد کارگران ایران، گروهی از حواله‌داران خودروی «پژو پارس» در اعتراض به نقض تعهدات شرکت «ایران‌خودرو» در برابر ساختمان نهاد ریاست جمهوری در تهران تجمع اعتراضی برپا کردند.[۹۶]

#### ۲۱ فروردین
سهام‌داران شرکت سدید، به دلیل اجرا نشدن وعده‌های داده شده به آنها، در برابر ساختمان این شرکت در تهران تجمع اعتراضی برپا کردند. آنها نسبت به کاهش ۶۰ درصدی ارزش سهام شرکت سدید که باعث ضرر این سهام‌داران در بورس شده است، اعتراض داشتند.

#### ۲۶ فروردین
جمعی از مالباختگان شرکت‌های رضایت‌خودرو، طراوت‌نوین و ریحان‌تاک در میدان ولیعصر قزوین با برگزاری تجمع اعتراضی خواهان رسیدگی به درخواست‌هایشان شدند.

#### ۲۳ اردیبهشت
جمعی از مالباختگان بازار فارکس، در اعتراض به صفحه اینستاگرامی «کافیکس» متعلق به وحید کاردانیان با تجمع در دفتر قضایی در خیابان انقلاب تهران، خواستار رسیدگی به درخواست‌های خود شدند. معترضان خواستار رسیدگی فوری مقامات، به خصوص رئیس قوه قضاییه و فرماندهی کل نیروی انتظامی به پرونده کلاهبرداری چند میلیاردی این صفحه اینستاگرامی شدند.

#### ۲۵ اردیبهشت
مال‌باختگان شرکت آمیتیس در برابر دفتر رئیس قوه قضائیه؛ با شعار «این چه مدل عدالته، کلاهبردار فراریه» تجمع اعتراضی برپا کردند. یکی از این مال‌باختگان گفت: «این شرکت با بیش از ۱۰ هزار میلیارد تومان کلاهبرداری از مردم، هزار مال‌باخته دارد.»

#### ۸ خرداد
عده‌ای از مال‌باختگان شرکت‌های طراوت نوین و رضایت خودرو، در برابر استانداری و دادگستری قزوین تجمع اعتراضی برپا کردند.

#### ۴ تیر
مال‌باختگان شرکت «رضایت خودرو طراوت نوین» شامل صدها سرمایه‌گذار در برابر استانداری قزوین با شعار «عدالتی ندیدیم، ما دیگه رأی نمی‌دیم»، تجمع اعتراضی برپا کردند. آنها گفتند که در انتخابات ریاست جمهوری حکومت برای جایگزینی رئیسی شرکت نمی‌کنند. معترضان درحالی‌که شعار می‌دادند، «حقمون رو نگیریم، هر روز همین بساطه»، تأکید کردند تا وقتی به این پرونده فساد بزرگ مالی رسیدگی نشود، به اعتراض خود ادامه خواهند داد.

#### ۱۲ تیر
گروهی از مال‌باختگان شرکت «ریگان خودرو» در برابر مجتمع ویژه رسیدگی به جرایم اقتصادی در تهران تجمع اعتراضی برپا کردند.

#### ۱۴ تیر
بنابر گزارش اتحادیه آزاد کارگران ایران، جمعی از مالباختگان شرکت رضایت خودرو طراوت نوین به دلیل عدم رسیدگی به درخواست‌هایشان در میدان ولیعصر قزوین تجمع اعتراضی برپا کردند. بر مبنای این گزارش، تجمع این معترضان با ورود نیروهای انتظامی به خشونت کشیده شد.

#### ۲۰ آبان
گروهی از مال‌باختگان دو شرکت «شهر خودرو» و «ریگان خودرو»، در اعتراض به عدم بازگشت اموال خود در برابر مجتمع قضایی ویژه جرایم اقتصادی تهران تجمع اعتراضی برپا کردند.

#### ۲۰ آذر
در تهران، گروهی از مالباختگان موسسه اعتباری کاسپین در برابر دفتر ریاست جمهوری تجمع اعتراضی برپا کردند. معترضان خواهان پرداخت مبالغی بودند که ۸ سال است در این مؤسسه سپرده‌گذاری کرده بودند.

#### ۱۸ دی
در قزوین صدها تن از مال‌باختگان شرکت رضایت خودرو طراوت نوین در اعتراض به عدم رسیدگی به مطالبات‌شان تجمع اعتراضی برپا کردند. معترضان مال‌باخته در این اقدام خود از دادگستری تا استانداری قزوین راهپیمایی اعتراضی برگزار کردند.

### کامیون‌داران و رانندگان

#### ۸ فروردین
در سراوان گروهی از کامیون‌داران در اعتراض به عدم رسیدگی به درخواست‌هایشان در برابر فرمانداری این شهرستان تجمع اعتراضی برپا کردند.

#### ۱۹ فروردین
گروهی از کامیون‌داران در زابل با برگزاری تجمع اعتراضی خواهان رسیدگی به درخواست‌های خود شدند.

#### ۱۴ فروردین
گروهی از رانندگان خودروهای سنگین و نیمه سنگین در اعتراض به کم شدن سهمیه سوخت کامیون‌هایشان در برابر استانداری سیستان و بلوچستان در زاهدان تجمع اعتراضی برپا کردند.

#### ۲۵ فروردین
گروهی از رانندگان خودروهای سنگین در اعتراض به پایین آمدن سهمیه سوخت در برابر ساختمان شرکت نفت در زاهدان تجمع اعتراضی برپا کردند.

#### ۸ اردیبهشت
کامیون‌داران در شهرهای مختلف کشور از جمله تهران، کرمان، ایلام، سیستان و بلوچستان، عسلویه در اعتراض به کاهش کرایه‌ها و سهمیه سوخت کامیون‌ها و کاهش کرایه دست از بارگیری و ادامه کار کشیده، اعتصاب کردند.

#### ۱۷ اردیبهشت
گروهی از کامیون‌داران در شیراز در اعتراض به کمبود نرخ کرایه، سوخت و افزایش جریمه‌های حمل و نقل دست از کار کشیده و اعتصاب کردند.

#### ۵ خرداد
گروهی از رانندگان کامیون در اعتراض به عدم رسیدگی به درخواست‌هایشان مبنی بر عدم تحویل پلمب، ۴ روز ا ست که در مقابل پالایشگاه گاز اراک تجمع اعتراضی برپا کردند.

#### ۱۱ خرداد
بنابر گزارش اتحادیه آزاد کارگران ایران، جمعی از رانندگان کارخانه سیمان ارومیه در اعتراض به دستمزد پایین حمل بار دست از کار کشیده و اعتصاب کردند.

#### ۲۶ خرداد
گروهی از اتوبوس‌های استیجاری و رانندگان مینی‌بوس منطقه یک عملیات انتقال گاز میان‌کوه در شهرستان امیدیه استان خوزستان، نسبت به شرایط و تبعیض‌های شغلی خود تجمع اعتراضی برپا کردند.

#### ۱۲ تیر
رانندگان و دارندگان ماشین‌های راه‌سازی در استان کهگیلویه و بویراحمد در اعتراض به زمین گیر شدن ماشین‌هایشان به دلیل نبودن سوخت و پاسخ نگرفتن از مقامات حکومتی تجمع اعتراضی برپا کردند.

#### ۱۸ تیر
جمعی از تراکتورداران رفسنجان در استان کرمان به دلیل قطع سوخت ماشین‌های آنها در برابر فرمانداری تجمع اعتراضی برپا کردند.

#### ۱۵ مرداد
گروهی از کامیون‌داران در استان اصفهان در اعتراض به کمبود سهمیه گازوئیل اعتصاب کردند.

#### ۴ بهمن
گروهی از رانندگان تانکرهای حمل و نقل سوخت در شهرهای مریوان و قصرشیرین در اعتراض به عدم توجه به درخواست‌هایشان، دست از کار کشیده و اعصاب کردند. معترضان در اعتراض پایین بودن قیمت کرایه حمل بار و جریمه بالای گازوییل در مرزهای غربی کشور از جمله شهرهای باشماق در مریوان و پرویزخان واقع در قصرشیرین انجام شده است. این تانکر داران در ۲۹ دی نیز اعتصاب کرده بودند.

### بازار و کسبه

#### ۲ فروردین
جمعی از مغازه‌داران و طلافروشان کلات واقع در شهرستان سرباز در اعتراض به سرقت‌های انجام شده و بی‌تفاوتی مسئولان در برقراری امنیت به فعالیت روزانه خود توقف زده و اعتصاب کردند.

#### ۱۱ اردیبهشت
گروهی از طلافروشان بازار تهران، در اعتراض به مصوبه مالیاتی مجلس شورای اسلامی و فعالیت دوباره «سامانه جامع تجارت» مغازه‌هایشان را تعطیل کرده و اعتصاب کردند. همچنین برخی گزارش‌ها حاکی از این است که طلافروشان در بازارهای همدان، تبریز و اصفهان نیز به این اعتصاب پیوسته‌اند.

#### ۱۶ اردیبهشت
جمعی از کسبه و بازاریان بندرعباس، در اعتراض به اضافه شدن نرخ مالیات، در برابر اداره کل امور اقتصادی و دارایی استان هرمزگان تجمع اعتراضی برنپا کردند.

#### ۱۷ اردیبهشت
طلافروشان حداقل در شیراز، مشهد، تهران، تبریز، با بستن مغازه‌های خود دست به اعتصاب زدند. این هفته دوم اعتصابات گسترده طلافروشان در اعتراض به قانون جدید مالیاتی است.

#### ۲۴ اردیبهشت
بر اساس خبر رسانه‌ها در پاساژ صدف تهران مغازه‌داران صنف لوازم آرایشی و بهداشتی در اعتراض به افزایش «مالیات ارزش افزوده» مغازه‌های خود را بسته و اعتصاب کردند.

#### ۲۹ اردیبهشت
گروهی از کسبه در بخش آهوران، تابع شهرستان نیکشهر در استان سیستان و بلوچستان در اعتراض به ادامه قطعی فیبر نوری و عدم رسیدگی به این موضوع، به فعالیت‌های روزانه خود توقف زده و اعتصاب کردند.

#### ۷ خرداد
معامله گران بورس در شهرهای تبریز، اصفهان و شیراز در اعتراض به وضعیت بحرانی بازار بورس دست از کار کشیده و اعتصاب کردند.

#### ۲۵ شهریور
به مناسبت دومین سالگرد کشته شدن مهسا امینی به دست نیروهای حکومتی «گشت ارشاد»، بازاریان در مهاباد دست به اعتصاب زدند. بنابر گزارش شبکه‌های اجتماعی، بازاریان و کسبه حداقل در شهرهای سنندج، دهگلان، کامیاران، پیرانشهر، بوکان، دیواندره، سقز و مریوان به همین مناسبت دست به اعتصاب گسترده‌ای زدند.

#### ۹ دی
با رسیدن قیمت دلار به ۸۲۰۰۰ تومان و تشدید تلاطم در بازارهای مالی، صدها تن از بازاریان تهران با بستن مغازه‌های خود دست به اعتصاب زدند و با شعار «ببندید، ببندید» از دیگر بازاریان خواستند تا به آنها ملحق شوند. معترضان در بازار بزرگ تهران و همچنین بازار سپه‌سالار، شعار دادند: «بازاری باغیرت، حمایت حمایت». یکی از بازاریان اعتصاب‌کننده علت اعتراض بازاریان را از جمله نبود نقدینگی در بازار، از بین رفتن سرمایه تولیدکنندگان، گرانی مواد اولیه به دلیل گران شدن ارز، رکود شدید در بازار به دلیل گرانی محصول و کمبود مواد اولیه اعلام کرد.
۳ بهمن
در شهرهای مختلف استان کردستان از جمله سنندج، سقز، دیواندره و مریوان بازاریان و کسبه با بستن مغازه‌های خود دست به اعتصاب زدند. این اعتصاب در اعتراض به صدور احکام اعدام برای وریشه مرادی و پخشان عزیزی صورت گرفته است.

#### ۱۶ بهمن
بنابر خبر کانال تلگرامی «اعتراض مدنی بازار»، جمعی از بازاریان در خیابان‌های مولوی، میدان قیام تهران و خیام جنوبی در اعتراض به بالا رفتن قیمت دلار و بالا رفتن قیمت کالاها دست از کار کشیده و تجمع اعتراضی برپا کردند.